# 한일역사공동연구위원회
한일역사공동연구위원회(韓日歷史共同硏究委員會)는 2001년 10월 한일정상회담에서 역사문제의 한일공동연구가 합의되어 발족되었다. 2005년 5월 3년간의 제1기 활동 끝에 결과보고서가 발표되었다. 2007년 6월 제2기 제1차 전체회의를 갖고 2기 한일 역사공동연구를 공식 재개하였다. 또한 2기에는 교과서분과위원회를 신설하였다. 아직 3기는 열리지 않고 있다.

## 조직
위원회에 두 명의 공동위원장이 있는데, 한국측은 조광 고려대 교수이고 일본측은 도리우미 야스시 도쿄대 명예교수이다. 산하에 분과위원회가 있는데 고대, 중근세, 근현대사, 교과서 분과위원회이다.

## 평가
이덕일은 그의 저서 '한국사, 그들이 숨긴 진실'에서 한일역사공동연구위원회가 한반도 고대사 연대를 (자신이 식민사학자라고 비판하는) 이병도 주장조차 무색케 할 정도로 더 후퇴시켜 놓았다는 주장을 하였다.
1. ↑  한일역사공동위 산하 교과서 위원회 신설 보관됨 2008-02-18 - 웨이백 머신, 한겨레신문
2. ↑  한승동, 식민사학 ‘만리장성’ 요동 밖으로 물렀거라, 한겨레신문